# Cufra
Cufra (AFI: /ˈkufra/; in arabo كفرة‎?; in francese Koufra, in inglese Kufra) è un'oasi nella Libia sud-orientale (circa 23,3° N, 22,9° E), nella regione della Cirenaica, che ha svolto un ruolo nella campagna del Nordafrica della seconda guerra mondiale e che fu teatro della battaglia di Cufra. Attualmente è tristemente famosa per essere luogo di prigionia per i migranti che si spostano dall'Africa verso occidente.

## Geografia
L'oasi di Cufra fa parte del distretto di Cufra, e si trova meno di 2 km a sud del capoluogo el-Giof. È collegata a Bengasi, da cui dista circa 1.095 km, da una camionabile che attraversa da nord a sud il deserto libico, passando per Agedabia e l'oasi di Gialo (detta anche Jalu o Jalo) da cui dista circa 600 km.
L'area si trova in una posizione specialmente isolata non soltanto perché è nel mezzo del deserto del Sahara, ma anche perché è circondata da tre lati da depressioni, in particolare, al nord e ad est, dalla depressione di Qattara. Si trova assai prossima ai confini con l'Egitto ed il Sudan.
L'oasi è in effetti composta da un gruppo di oasi sparse in una ampia depressione di forma ellittica, detta Wadi el-Cafra, disposta in direzione nord-ovest sud-est, avente una lunghezza di circa 50 km ed una larghezza di circa 20 km. L'oasi principale è quella di al-Ǧawf in cui risiede il capoluogo al-Jawf, nell'oasi si trovano alcuni piccoli laghi, oasi minori sono quella di al-Hawwarie di al-Tallab.Al-Tag ("corona" in Arabo a causa della sua posizione dominante), è un villaggio senza oasi, fondato dai Senussi.
Per la sua posizione l'oasi è stata da sempre un importante nodo di smistamento di piste e di carovane che provenienti dalle regioni del Ciad del Tibesti, del Borkou e del Ouaddaï e dal Sudan, devono raggiungere la costa mediterranea.

## Storia
Anticamente l'oasi era abitata dai nomadi Tebu, successivamente questi furono attaccati da Arabi della Cirenaica e dovettero ritirarsi nel Tibesti.
Il primo europeo che esplorò il territorio fu il tedesco Gerhard Rohlfs nel 1879.
Nel 1895 Cufra divenne il principale centro dei Senussi e dal quel momento non fu più accessibile ai visitatori europei. I Senussi combatterono l'espansione dei francesi nel Sahara algerino senza successo e successivamente tentarono di ostacolare l'occupazione italiana della Libia.

Gli italiani giunsero a Cufra nel 1931. Alla testa di circa 3.000 fra fanti ed artiglieri, e con l'appoggio aereo di una ventina di bombardieri, fu il generale Rodolfo Graziani ad espugnarla, senza grandi difficoltà.
Negli anni successivi gli italiani vi costruirono un piccolo aeroporto ed un fortino (nel villaggio di al-Tag), che dominava l'area. L'aeroporto, dotato di un importante centro-radio per l'assistenza al volo, fu costruito presso l'oasi di Buma e fu spesso utilizzato come scalo nelle rotte per l'Asmara e l'Africa Orientale Italiana (AOI).
L'importanza di Cufra crebbe allo scoppio del conflitto quando, con la chiusura del canale di Suez, i collegamenti con l'Africa Orientale Italiana (AOI) si fecero principalmente aerei, via appunto questo scalo ed il suo potente radiogoniometro.
Al 10 giugno 1940 era sede della 26ª Squadriglia.

Ma proprio per aver assunto un ruolo tanto cruciale per lo schieramento italiano, divenne immediato oggetto di attenzione militare degli alleati; forze della Francia libera e delle truppe del deserto britanniche ingaggiarono una lunga battaglia per poterla conquistare nel marzo del 1941.

## I centri di detenzione di Cufra
Cufra è un luogo di passaggio e di sosta obbligato per i migranti provenienti dalla costa orientale dell'Africa e del Vicino Oriente. Piccolo villaggio di transito lungo la rotta tradizionale tra Khartum e le città libiche della costa, è diventata negli ultimi anni il punto principale di raccordo tra le organizzazioni criminose libico-sudanesi dedite al trasporto illegale di migranti, le autorità di polizia di frontiera, e il bisogno di braccia per le attività produttive locali. In questo luogo vengono detenuti sia migranti alla loro entrata in Libia, sia quando stanno per essere deportati al di là dei confini di terra con il Sudan e l'Egitto.
Cufra non denota un singolo centro di detenzione: è presente un centro di detenzione per migranti gestito dal governo libico, ma sono presenti anche varie strutture detentive gestite dai trafficanti di esseri umani. Talora, i migranti sono incerti nel distinguere le diverse strutture presenti: alcuni descrivono il centro gestito dal governo come "all'apparenza più simile a una casa che a una prigione"; altri descrivono i guardiani delle strutture private abbigliati con uniformi dell'esercito. La maggior parte dei migranti ritiene che trafficanti e polizia lavorino insieme per cui la distinzione tra strutture del governo e private è difficoltosa. Già oggetto di numerose denunce e ispezioni di delegazioni parlamentari europee, il villaggio libico di Cufra è stato definito una zona franca, una sorta di CPT di partenza, fuori dalla sovranità della legge. È in questi centri di raccolta che avvengono i primi contatti tra le organizzazioni criminali che promuovono il "viaggio della speranza", con una gestione flessibile delle rotte in rapporto agli indirizzi di contrasto dei diversi governi. I cervelli delle organizzazioni criminali analizzano quanto accade nei singoli paesi e agiscono di conseguenza: se si accentua la repressione in Marocco, le rotte si spostano sulle Canarie, se si intensificano i controlli sulla Libia, si dirottano i flussi su Malta; passata l'ondata, si ritorna in Libia o in Tunisia.
Il tragitto di 1500 km verso le città libiche della costa viene svolto di notte su camion coperti in condizioni di viaggio che sono descritte come "infernali". Spesso intercettati dalla polizia, il tragitto viene ripercorso più volte nelle due direzioni. Una volta arrivati, o riportati, a Cufra, l'unica strada per uscirne è pagare i mercanti di uomini spesso collusi con le locali forze di polizia. Ricondotti verso il confine con il Sudan, solo il possesso di contanti può far invertire la marcia: di qui i continui soprusi, l'arruolamento nel mercato irregolare del lavoro o della prostituzione, l'angosciosa aspettativa di un vaglia sollecitato da parenti o amici via comunicazioni cellulari che vengono permesse solo a questo scopo.
La prigione di Cufra è definita da migranti etiopi ed eritrei che vi hanno soggiornato come 
(Daniel, 22 anni, eritreo)
(un ex-colonnello dell'esercito eritreo rifugiato politico in Italia)
(Yakob, giovane eritreo)
Così Cufra (come Dirkou in Niger, Oujda in Marocco, Nouadhibou in Mauritania, Tinzouatine in Algeria, ecc.) sono i nuovi luoghi della tratta umana e dello sfruttamento della condizione di migranti clandestini lungo le rotte del Sahara. Secondo Gabriele Del Grande, «il giro d'affari dell'emigrazione clandestina nel Sahara, tra estorsioni e razzie vale fino a 20 milioni di euro l'anno. Soldi che vanno in tasca a passeurs e militari. I clandestini sono spremuti fino all'ultimo centesimo. E chi rimane al verde è un uomo morto. In centinaia, se non addirittura in migliaia, vivono bloccati da anni nelle oasi di Dirkou e Madama. Sono i nuovi schiavi dei Tuareg. Ragazzi e ragazze, lavorano giorno e notte per un pugno di riso e pochi centesimi. La vita nel deserto è appesa a un filo. Se il motore va in panne, l'auto si insabbia o l'autista decide di abbandonare i passeggeri e tornarsene indietro da solo, è finita. Nel raggio di centinaia di chilometri non c'è altro che sabbia».

## Agricoltura a Cufra

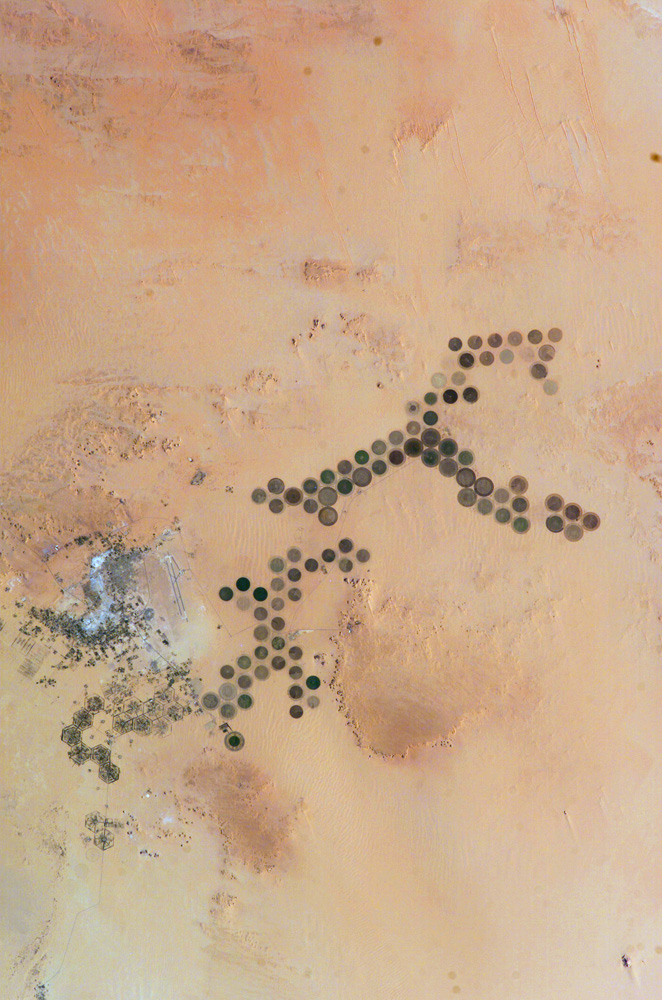
Le coltivazioni di Cufra viste dallo spazio

Agli inizi degli anni '70, lo stato libico ha lanciato a Cufra un vasto progetto agricolo che mira a sviluppare l'agricoltura nel deserto. L'irrigazione è ottenuta grazie alle acque fossili presenti del sottosuolo, quindi non rinnovabili, che sono le sole fonti di acqua della zona. L'irrigazione è fatta attraverso un sistema radiale, i cerchi così ottenuti hanno un diametro di 820 metri e possono essere visti dallo spazio. Nel dicembre 2011 è stato reso noto che l'eccessivo sfruttamento delle acque fossili a Cufra ha completamente prosciugato il lago presente nell'oasi.